# Sisyrinchium valparadiseum
Sisyrinchium valparadiseum är en irisväxtart som beskrevs av Pierfelice Ravenna. Sisyrinchium valparadiseum ingår i släktet gräsliljor, och familjen irisväxter. Inga underarter finns listade i Catalogue of Life.